# Gare de Luc-Primaube
Pour les articles homonymes, voir Gare de Luc.
La gare de Luc-Primaube est une gare ferroviaire française de la ligne de Castelnaudary à Rodez, située sur le territoire de la commune  de Luc-la-Primaube, dans le département de l'Aveyron, en région Occitanie.
C'est une halte voyageurs de la Société nationale des chemins de fer français (SNCF) du réseau TER Occitanie, desservie par des trains express régionaux circulant entre Toulouse-Matabiau et Rodez.

## Situation ferroviaire
Établie à 685 mètres d'altitude, la gare de Luc-Primaube est située au point kilométrique (PK) 484,884 de la ligne de Castelnaudary à Rodez, entre les gares de Baraqueville - Carcenac-Peyralès et de Rodez.

## Histoire
La gare a été construite au XIXe siècle dans le village de La Primaube, favorisant considérablement le développement économique de ce dernier.

## Fréquentation
De 2015 à 2023, selon les estimations de la SNCF, la fréquentation annuelle de la gare s'élève aux nombres indiqués dans le tableau ci-dessous.
| Année               | 2015  | 2016  | 2017  | 2018  | 2019  | 2020  | 2021  | 2022   | 2023   |
| ------------------- | ----- | ----- | ----- | ----- | ----- | ----- | ----- | ------ | ------ |
| Nombre de voyageurs | 5 019 | 4 560 | 5 014 | 4 749 | 6 669 | 5 253 | 7 686 | 11 661 | 12 708 |

## Service des voyageurs

### Accueil
Halte SNCF, c'est un point d'arrêt non géré (PANG) à accès libre.
Un passage à niveau planchéié permet la traversée d'une voie et l'accès au deuxième quai en position centrale.

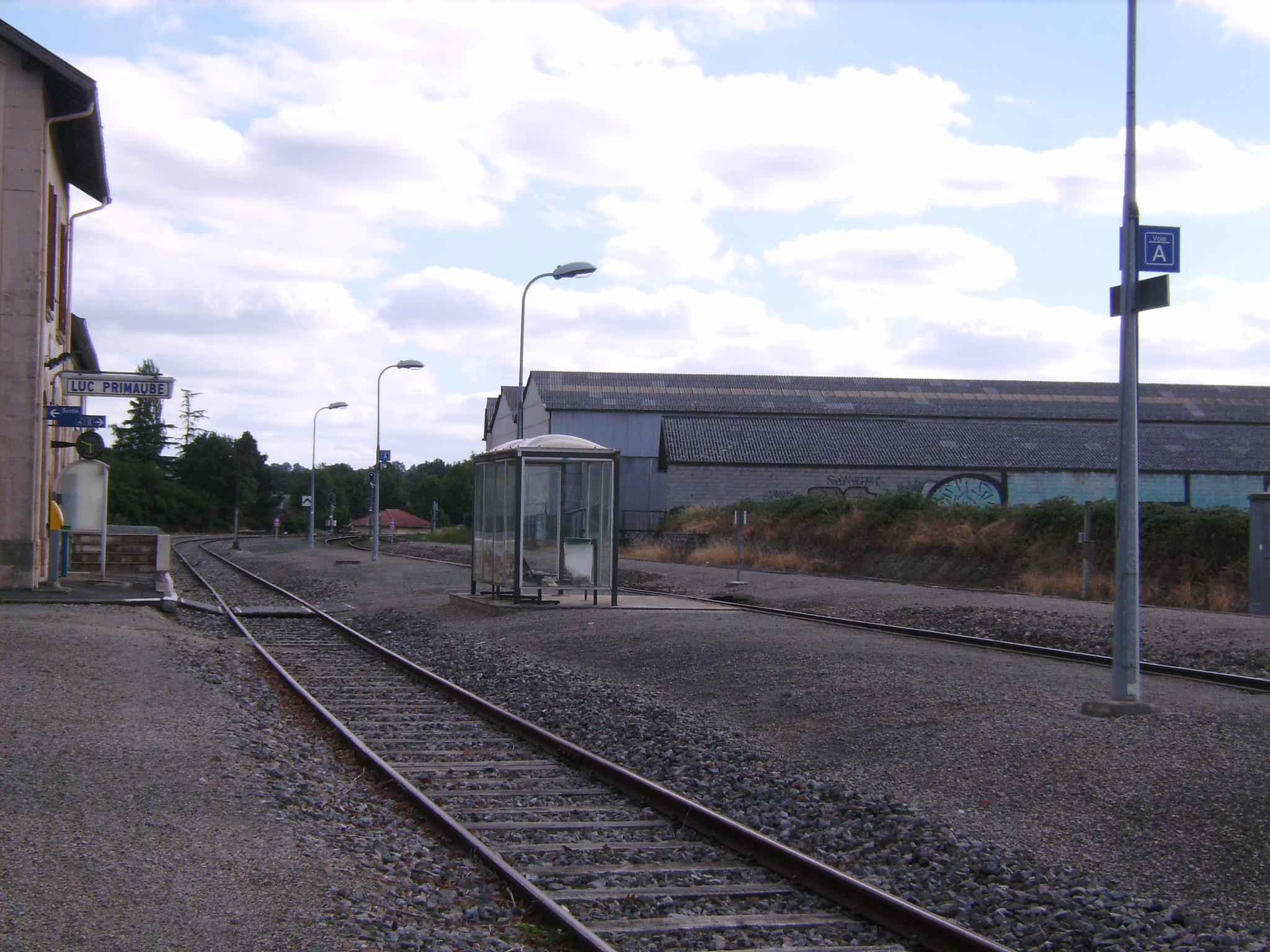
La halte.

### Desserte
Luc-Primaube est une halte voyageurs du réseau TER Occitanie, desservie par des trains express régionaux qui relient Toulouse-Matabiau à Rodez (ligne 2), à raison d'un train toutes les heures à toutes les 3 heures et 30 minutes dans chaque sens. Le temps de trajet est d'environ 2 heures 10 minutes depuis Toulouse-Matabiau et d'environ 10 minutes depuis Rodez.

### Intermodalité
Le stationnement des véhicules est possible à proximité de l'ancien bâtiment voyageurs.